# Selección de waterpolo de Grecia
La selección de waterpolo de Grecia es la selección de waterpolo del país heleno, que disputa competiciones internacionales por selecciones.

## Resultados

### Juegos Olímpicos
- 1900: No participó
- 1908: No participó
- 1912: No participó
- 1920: 5.ª plaza
- 1924: Primera ronda
- 1928: No participó
- 1932: No participó
- 1936: No participó
- 1948: Primera ronda
- 1952: No participó
- 1956: No participó
- 1960: No participó
- 1964: No participó
- 1968: 14.ª plaza
- 1972: 14.ª plaza
- 1976: No participó
- 1980: 10.ª plaza
- 1984: 8.ª plaza
- 1988: 9.ª plaza
- 1992: 10.ª plaza
- 1996: 6.ª plaza
- 2000: 10.ª plaza
- 2004: 4.ª plaza
- 2008: 7.ª plaza
- 2012: 9.ª plaza
- 2016: 6.ª plaza
- 2020:  Medalla de plata
- 2024: 5.ª plaza

### Mundiales de natación
- 1973: 12.ª plaza
- 1978: 12.ª plaza
- 1982: 12.ª plaza
- 1986: 11.ª plaza
- 1991: 10.ª plaza
- 1994: 7.ª plaza
- 1998: 8.ª plaza
- 2001: 6.ª plaza
- 2003: 4.ª plaza
- 2005:  Medalla de bronce
- 2007: 6.ª plaza
- 2009: No participó
- 2011: No participó
- 2013: 6.ª plaza
- 2015:  Medalla de bronce
- 2017: 4.ª plaza
- 2019: 7.ª plaza
- 2022:  Medalla de bronce
- 2023:  Medalla de plata
- 2024: 5.ª plaza

### Europeo de waterpolo
- 1970: 10.ª plaza
- 1985: 8.ª plaza
- 1989: 11.ª plaza
- 1991: 6.ª plaza
- 1993: 7.ª plaza
- 1995: 9.ª plaza
- 1997: 7.ª plaza
- 1999: 4.ª plaza
- 2001: 7.ª plaza
- 2003: 7.ª plaza
- 2006: 6.ª plaza
- 2008: 11.ª plaza
- 2010: 9.ª plaza
- 2012: 6.ª plaza
- 2014: 6.ª plaza
- 2016: 4.ª plaza
- 2018: 5.ª plaza
- 2020: 7.ª plaza
- 2022: 5.ª plaza
- 2024: 5.ª plaza

### Liga mundial
- 2002: 4.ª plaza
- 2003: 5.ª plaza
- 2004:  Medalla de bronce
- 2005: 5.ª plaza
- 2006:  Medalla de bronce
- 2007: No compitió
- 2008: 8.ª plaza
- 2009: No compitió
- 2010: No compitió
- 2011: No compitió
- 2012: No compitió
- 2013: No compitió
- 2014: Fase de grupos
- 2015: Fase de grupos
- 2016:  Medalla de bronce
- 2017: Fase de grupos
- 2018: No compitió
- 2019: 7.ª plaza
- 2020:  Medalla de bronce
- 2022: 7.ª plaza

### Copa mundial
- 1979: No compitió
- 1981: No compitió
- 1983: No compitió
- 1985: 8.ª plaza
- 1987: 8.ª plaza
- 1989: No compitió
- 1991: No compitió
- 1993: 7.ª plaza
- 1995: 6.ª plaza
- 1997:  Medalla de plata
- 1999: 7.ª plaza
- 2002: 5.ª plaza
- 2006: 7.ª plaza
- 2010: No compitió
- 2014: No compitió
- 2018: No compitió
- 2023: 5.ª plaza